# Intersind
L'Intersind era l'organizzazione che rappresentava in Italia, in sede di trattative sindacali, le aziende dei gruppi statali IRI ed EFIM. Da notare come Intersind fosse una rappresentanza esclusivamente sindacale, restando la funzione di rappresentare gli interessi generali delle aziende pubbliche in capo alla Confindustria.

Nel 1958, a seguito dell'istituzione del Ministero delle Partecipazioni statali con Legge n. 1589 del 22 dicembre 1956, la costituzione dell'Intersind rappresentò un segno di forte distinzione delle aziende a partecipazione statali rispetto a quelle private aderenti alla Confindustria, che erano ritenute ancora troppo chiuse ed arretrate nelle relazioni sindacali.

Nel 1960 l'Intersind siglò con CGIL, CISL e UIL il primo contratto “separato” per la categoria dei metalmeccanici. Negli anni successivi le relazioni sindacali tra Intersind e sindacati confederali furono spesso migliori rispetto a quelle tra sindacati e Confindustria, e gli accordi siglati anticiparono la concessione di nuovi diritti sindacali, come l'”accordo quadro” del 1962 sul doppio livello di contrattazione (nazionale ed aziendale), svolgendo una funzione di stimolo riformista anche nei confronti delle maggiori aziende private.

Con il progressivo smantellamento del sistema delle partecipazioni statali le aziende rappresentate dall'Intersind persero i loro caratteri distintivi, e nel 1994 le aziende del gruppo IRI confluirono nella Confindustria. Nel 1998, quindi venne prevista cessazione della sua attività autonoma: dall'inizio del 1999 le imprese che ne risultavano iscritte faranno parte a tutti gli effetti di Confindustria, terminando così la sua esistenza.